# Albanien i olympiska vinterspelen 2018
Albanien deltog i de olympiska vinterspelen 2018 i Pyeongchang, Sydkorea, med en trupp på två atleter (en man, en kvinna) fördelat på en sport.
Vid invigningsceremonin bars Albaniens flagga av alpina skidåkaren Suela Mëhilli.